# Montaiguët-en-Forez
 Montaiguët-en-Forez  là một xã ở tỉnh Allier thuộc miền trung nước Pháp.